# Zwischenfutter
Das Zwischenfutter ist eine meist weiche Stofflage innerhalb eines Kleidungsstücks, die zwischen dem Oberstoff und dem normalen Futter eingearbeitet wird.

## Verwendung
- Ein Zwischenfutter wird bei der Oberbekleidung zur Erhöhung der Formbeständigkeit zwischen Stoff und eigentlichem Futter eingenäht oder als Variante als Bügeleinlage angewendet.
- In Bereich der Wohnungseinrichtung wird Zwischenfutter bei Vorhängen verwendet und verbessert nicht nur die Isolierung in einem Raum, sondern absorbiert auch das Tageslicht und dient dem Lärmschutz. Außerdem lässt es einen Vorhang luxuriöser erscheinen, da die Falten weicher fallen. Bei der Wohnraumanwendung sind die Zwischenfutter flammhemmend ausgerüstet.[1]
- In der Schuhherstellung werden Zwischenfutter zum Aussteifen und Polsterung angewendet.
- Zwischenfutter wird auch im Dachinnenbezug von Automobilen verwendet. Diese Zusatzschicht soll nach Angaben der Fahrzeughersteller nicht nur den Wärmeverlust, sondern auch den Lärmpegel im Fahrzeug um bis zu 50 % verringern.

## Handel
Der Fachhandel bietet verschiedenen Zwischenfutter mit unterschiedlichen Stärken an. Eine der bekannten eingetragenen Marken ist «Vlieseline», die Marke wurde 1953 von dem deutschen Unternehmen Freudenberg registriert. Eine weitere Marke ist Thinsulate, das von 3M gefertigt wird.